# Brassens l'ami
Brassens l'ami est un récit biographique écrit par Mario Poletti sur son ami, le chanteur et interprète Georges Brassens.

## Présentation et synthèse
Ce livre de 'l'ami Mario Poletti' se veut d'abord un témoignage sur des thèmes aussi variés que, comme l'indique le sous-titre « des souvenirs, des anecdotes, des conversations et des réflexions. »
Dans sa présentation Mario Poletti dit qu'il a écrit « à la fois un livre d'images et de conversations, réflexions, propos lancés à bâtons rompus. » C'est un témoignage d'autant plus intéressant que Georges Brassens « si discret et réservé face à son public était tout le contraire en privé. » Cet 'orfèvre des mots' avait beaucoup fréquenté les humoristes et un esprit très original qu'il a imprimé aux textes de ses chansons. Même s'il est difficile de transcrire et de faire ressentir au lecteur « le vécu de tant de soirées passées en sa compagnie avec les copains, » il s'efforce de nous transmettre cette flamme qu'animait le poète.